# Llista de topònims de la Floresta
Llista de topònims (noms propis de lloc) del municipi de La Floresta, a les Garrigues
Informació actualitzada per un bot. Els canvis manuals es perdran quan s'actualitzi!

## barraca de vinya
| imatge | Nom                            | Ubicat a    | instància de     | Detalls                     | coordenades                                        | Protecció                                  | Commons (més fotos) | Dades a WD                    |
| ------ | ------------------------------ | ----------- | ---------------- | --------------------------- | -------------------------------------------------- | ------------------------------------------ | ------------------- | ----------------------------- |
|        | Construccions de pedra seca I  | la Floresta | barraca de vinya | Estil: arquitectura popular | 41° 30′ 15″ N, 0° 55′ 19″ E / 41.50421°N,0.92202°E | bé integrant del patrimoni cultural català |                     | Modifica les dades a Wikidata |
|        | Construccions de pedra seca II | la Floresta | barraca de vinya | Estil: arquitectura popular | 41° 30′ 08″ N, 0° 55′ 24″ E / 41.50231°N,0.92345°E | bé integrant del patrimoni cultural català |                     | Modifica les dades a Wikidata |

## cabana
| imatge | Nom                    | Ubicat a    | instància de | Detalls | coordenades                                                          | Protecció | Commons (més fotos) | Dades a WD                    |
| ------ | ---------------------- | ----------- | ------------ | ------- | -------------------------------------------------------------------- | --------- | ------------------- | ----------------------------- |
|        | cabana de Ca la Barba  | la Floresta | cabana borda |         | 41° 28′ 42″ N, 0° 55′ 37″ E / 41.4784660376848°N,0.926932071660071°E |           |                     | Modifica les dades a Wikidata |
|        | cabana de la Basseta   | la Floresta | cabana       |         | 41° 29′ 27″ N, 0° 55′ 46″ E / 41.4907528928714°N,0.929522941908173°E |           |                     | Modifica les dades a Wikidata |
|        | cabana del Clement     | la Floresta | cabana       |         | 41° 29′ 17″ N, 0° 55′ 47″ E / 41.4881621629824°N,0.929701287910172°E |           |                     | Modifica les dades a Wikidata |
|        | cabana del Francisquet | la Floresta | cabana       |         | 41° 29′ 44″ N, 0° 55′ 14″ E / 41.4955460125471°N,0.920625137353296°E |           |                     | Modifica les dades a Wikidata |
|        | cabana del Llaurador   | la Floresta | cabana       |         | 41° 28′ 49″ N, 0° 55′ 33″ E / 41.4803380192596°N,0.925854362292296°E |           |                     | Modifica les dades a Wikidata |
|        | cobert del Margarit    | la Floresta | cabana       |         | 41° 30′ 40″ N, 0° 55′ 02″ E / 41.5111754651641°N,0.917296985943211°E |           |                     | Modifica les dades a Wikidata |
|        | era de Ca l'Antonieta  | la Floresta | cabana       |         | 41° 30′ 50″ N, 0° 55′ 05″ E / 41.514019281374°N,0.918164430922227°E  |           |                     | Modifica les dades a Wikidata |

## creu de terme
| imatge | Nom                                     | Ubicat a           | instància de  | Detalls | coordenades                                                             | Protecció                                  | Commons (més fotos) | Dades a WD                    |
| ------ | --------------------------------------- | ------------------ | ------------- | ------- | ----------------------------------------------------------------------- | ------------------------------------------ | ------------------- | ----------------------------- |
|        | creu de terme als afores de la Floresta | la Floresta Arbeca | creu de terme |         | 41° 30′ 59″ N, 0° 55′ 09″ E / 41.516405998710425°N,0.9192208978842769°E |                                            |                     | Modifica les dades a Wikidata |
|        | creu de terme de la Floresta            | la Floresta        | creu de terme |         | 41° 30′ 37″ N, 0° 55′ 10″ E / 41.5104°N,0.91952°E                       | bé integrant del patrimoni cultural català |                     | Modifica les dades a Wikidata |

## granja
| imatge | Nom                 | Ubicat a    | instància de | Detalls | coordenades                                                          | Protecció | Commons (més fotos) | Dades a WD                    |
| ------ | ------------------- | ----------- | ------------ | ------- | -------------------------------------------------------------------- | --------- | ------------------- | ----------------------------- |
|        | Granja de Guirao    | la Floresta | granja       |         | 41° 30′ 54″ N, 0° 55′ 05″ E / 41.5150434973338°N,0.918023749748905°E |           |                     | Modifica les dades a Wikidata |
|        | Granja del Margarit | la Floresta | granja       |         | 41° 30′ 42″ N, 0° 55′ 16″ E / 41.5116325411873°N,0.921152696420359°E |           |                     | Modifica les dades a Wikidata |
|        | Granja del Salat    | la Floresta | granja       |         | 41° 30′ 35″ N, 0° 55′ 22″ E / 41.5098061564126°N,0.922756857233821°E |           |                     | Modifica les dades a Wikidata |

## masia
| imatge | Nom                | Ubicat a    | instància de | Detalls | coordenades                                                          | Protecció | Commons (més fotos) | Dades a WD                    |
| ------ | ------------------ | ----------- | ------------ | ------- | -------------------------------------------------------------------- | --------- | ------------------- | ----------------------------- |
|        | Cal Jeroni         | la Floresta | masia        |         | 41° 30′ 45″ N, 0° 55′ 08″ E / 41.5124555152391°N,0.918849639755292°E |           |                     | Modifica les dades a Wikidata |
|        | Casa de l'Assumpta | la Floresta | masia        |         | 41° 30′ 41″ N, 0° 55′ 05″ E / 41.5115041826314°N,0.918041345083678°E |           |                     | Modifica les dades a Wikidata |

## muntanya
| imatge | Nom                   | Ubicat a                 | instància de | Detalls | coordenades                                                         | Protecció | Commons (més fotos) | Dades a WD                    |
| ------ | --------------------- | ------------------------ | ------------ | ------- | ------------------------------------------------------------------- | --------- | ------------------- | ----------------------------- |
|        | Mont-ros              | la Floresta els Omellons | muntanya     |         | 41° 28′ 33″ N, 0° 56′ 17″ E / 41.4758°N,0.937978°E 492 msnm         |           |                     | Modifica les dades a Wikidata |
|        | Tossal de les Forques | la Floresta              | muntanya     |         | 41° 30′ 21″ N, 0° 55′ 07″ E / 41.50597222°N,0.91858333°E 347.3 msnm |           |                     | Modifica les dades a Wikidata |

## Misc
| imatge | Nom                      | Ubicat a                         | instància de                                   | Detalls                                                              | coordenades | Protecció                                            | Commons (més fotos)        | Dades a WD                    |
| ------ | ------------------------ | -------------------------------- | ---------------------------------------------- | -------------------------------------------------------------------- | --- | ---------------------------------------------------- | -------------------------- | ----------------------------- |
|        | Antic Forn de Pa         | la Floresta                      | edifici                                        |                                                                      | 41° 30′ 38″ N, 0° 55′ 08″ E / 41.510572°N,0.918837°E ca:Carrer del Forn                                                                       | bé cultural d'interès local                          |                            | Modifica les dades a Wikidata |
|        | Casa de la Vila          | la Floresta                      | casa consistorial                              | Estil: arquitectura popular                                          | 41° 30′ 35″ N, 0° 55′ 14″ E / 41.50969°N,0.92043°E                                                                                            | bé integrant del patrimoni cultural català           |                            | Modifica les dades a Wikidata |
|        | Castell de la Floresta   | la Floresta                      | castell                                        | Estil: arquitectura gòtica arquitectura del Renaixement 14th century | 41° 30′ 41″ N, 0° 55′ 08″ E / 41.5114°N,0.918914°E ca:Carrer de l'Església, 5, la Florestra 315 msnm                                          | bé d'interès cultural bé cultural d'interès nacional | Castell de la Floresta     | Modifica les dades a Wikidata |
|        | Estació de la Floresta   | la Floresta                      | estació de ferrocarril                         |                                                                      | 41° 30′ 15″ N, 0° 55′ 28″ E / 41.504222222222225°N,0.9244166666666668°E                                                                       |                                                      |                            | Modifica les dades a Wikidata |
|        | LV-2013                  | la Floresta                      | carretera                                      |                                                                      | 41° 30′ 28″ N, 0° 55′ 20″ E / 41.5078°N,0.922175°E                                                                                            |                                                      |                            | Modifica les dades a Wikidata |
|        | Pou de gel               | la Floresta                      | pou de neu                                     | Estil: arquitectura popular                                          | 41° 30′ 42″ N, 0° 55′ 05″ E / 41.511616°N,0.917939°E ca:A l'alçada del Castell, a l'altra banda de la carretera 315 msnm                      | bé integrant del patrimoni cultural català           | Pou de gel (la Floresta)   | Modifica les dades a Wikidata |
|        | Pou de poble             | la Floresta                      | pou                                            | Estil: arquitectura popular                                          | 41° 30′ 40″ N, 0° 55′ 07″ E / 41.511206°N,0.9185°E 315 msnm                                                                                   | bé integrant del patrimoni cultural català           | Pou de poble (la Floresta) | Modifica les dades a Wikidata |
|        | Sant Blai de la Floresta | la Floresta                      | església                                       | Estil: arquitectura popular                                          | 41° 30′ 42″ N, 0° 55′ 09″ E / 41.51157°N,0.91928°E                                                                                            | bé integrant del patrimoni cultural català           |                            | Modifica les dades a Wikidata |
|        | Taller de Pedra          | la Floresta                      | pedrera                                        |                                                                      | 41° 30′ 50″ N, 0° 55′ 06″ E / 41.5139582221476°N,0.918274235049012°E                                                                          |                                                      |                            | Modifica les dades a Wikidata |
|        | canal Segarra-Garrigues  | Noguera Segarra Urgell Garrigues | canal                                          | Desemboca: riu de Set                                                | 41° 56′ 09″ N, 1° 12′ 19″ E / 41.935923055555556°N,1.205238888888889°E 41° 27′ 06″ N, 0° 45′ 30″ E / 41.45165194444444°N,0.7583730555555556°E |                                                      | Canal Segarra-Garrigues    | Modifica les dades a Wikidata |
|        | els Castellots           | la Floresta                      | antic assentament                              |                                                                      | 41° 31′ 03″ N, 0° 54′ 30″ E / 41.51745833°N,0.90839167°E                                                                                      |                                                      |                            | Modifica les dades a Wikidata |
|        | la Floresta              | la Floresta                      | entitat singular de població capital municipal | 164 hab                                                              | 41° 30′ 37″ N, 0° 55′ 13″ E / 41.51021857°N,0.9204157°E 329 msnm                                                                              |                                                      |                            | Modifica les dades a Wikidata |
|        | la Fonteta               | la Floresta                      | font                                           | Estil: arquitectura popular                                          | 41° 30′ 28″ N, 0° 55′ 18″ E / 41.50782°N,0.92173°E                                                                                            | bé integrant del patrimoni cultural català           |                            | Modifica les dades a Wikidata |